# Kommerahalli, Mandya
Kommerahalli là một làng thuộc tehsil Mandya, huyện Mandya, bang Karnataka, Ấn Độ.